# 魔法少女リリカルなのは The MOVIE 1st
『魔法少女リリカルなのは The MOVIE 1st』（まほうしょうじょリリカルなのは ザ ムービー ファースト / Magical Girl Lyrical NANOHA The MOVIE 1st）は、2010年1月23日から公開されたアニメーション映画作品。『魔法少女リリカルなのはシリーズ』のアニメ映画版第1作目。

## 概要
2008年7月に、2004年放送のテレビアニメ作品『魔法少女リリカルなのは』をベースにした完全新作のアニメ映画を制作することが発表され、2010年1月23日から公開された。
公開初日には新宿ミラノ、109シネマズ川崎、MOVIXさいたまにて舞台挨拶が行われた。当初全国19館のみの公開ながら、公開開始後2日間で観客動員数39,863人、興行収入61,292,300円を記録している。2010年12月時点で興行収入は3.8億円を記録している。また、2010年1月23日のぴあ初日満足度ランキング（ぴあ独自調べ）では第3位となっている。3月からは地方の劇場にて追加上映も順次行われ、8月頃まで地方上映が続けられた。さらに2010年夏のフランスJapan Expoへも出展され、高町なのは役の田村ゆかりが現地入りしてイベントをこなした。
本作の続編でアニメ映画版第2作目となる『魔法少女リリカルなのは The MOVIE 2nd A's』が2012年7月14日から公開。その公開記念として、2012年6月30日から2週間限定で一部の映画館で本作のリマスター版が上映された。

## ストーリー
自称平凡な小学3年生、高町なのはは助けを求める声に導かれ、不思議なフェレット、ユーノ・スクライアと出会う。
彼がこの世界に来た理由。それは彼が発掘したロストロギア（異世界に存在した高度な魔法技術の遺産）「ジュエルシード」が散らばってしまったためであった。成り行きから事情を知ったなのはは、ユーノと共にジュエルシードを集め、封印する手伝いをすることになる。そして次第になのははユーノだけではなく、自分のために魔法の世界に関わっていく決意を固め、その秘めた力を開花させていく。
それからしばらくしたある日、自分と同じくジュエルシードを探す少女、フェイト・テスタロッサと出会う。フェイトは母親、プレシア・テスタロッサの笑顔を取り戻すため、冷酷非道な行為をされながらも、なのはとジュエルシードを巡って衝突する。
だがフェイトも知らないプレシアの真の目的が事件を思いがけない方向へと導いていく。

### 設定
大体テレビアニメ版に忠実だが、下記のような若干の違いもある。
- テレビアニメ版全13話を130分でまとめる都合上、必然的にいくつかのシーンがカットされている。
- 映画版オリジナルシーンがいくつかある。
- 様々なデザインの違いがある（登場人物のコスチュームやなのはの部屋など）。
- プレシアの過去も事細かく描かれている。
- テレビアニメ版には登場しなかったリニスが登場する[3]。
- 一部に第2期『魔法少女リリカルなのはA's』以降の設定が使われている。

など。

## 声の出演
担当声優はテレビアニメ版とほぼ同じ。
- 高町なのは - 田村ゆかり[4]
- フェイト・テスタロッサ、アリシア・テスタロッサ - 水樹奈々[4]
- ユーノ・スクライア - 水橋かおり[4]
- アルフ - 桑谷夏子[4]
- クロノ・ハラオウン - 高橋美佳子[4]
- リンディ・ハラオウン - 久川綾[4]
- エイミィ・リミエッタ - 松岡由貴[4]
- プレシア・テスタロッサ - 五十嵐麗[4]
- リニス - 浅野真澄[4]
- アリサ・バニングス - 釘宮理恵[4]
- 月村すずか - 清水愛[4]
- アレックス - 平井啓二
- ランディ - 柿原徹也
- 槙原院長 - 木下紗華
- レイジングハート - Donna Burke
- バルディッシュ - Kevin J.England

## スタッフ
- 原作・脚本 - 都築真紀[4]
- 監督 - 草川啓造[4]
- キャラクターデザイン・デバイスデザイン・総作画監督 - 奥田泰弘[4]
- クリーチャーデザイン - 宮澤努、橋本貴吉
- 絵コンテ - 草川啓造、岩井優器、まついひとゆき、大森英敏、坂田純一、宮澤努
- 演出 - 奥野耕太、小林浩輔
- 作画監督 - 橋本貴吉、宮澤努、清水祐実、長町英樹、砂川正和、加藤剣、古池敏也、烏宏明、相坂ナオキ、安本学、井畑翔太、大貫のぞみ
- 美術監督 - 片平真司[4]
- 色彩設定 - 田崎智子[4]
- 撮影監督・チーフ演出 - 中山敦史[4]
- 編集 - 関一彦[4]
- 音響監督 - 明田川仁[4]
- 音楽 - 佐野広明[4]
- プロデューサー - 三嶋章夫、田中辰弥[5]、清水博之
- アニメーション制作 - セブン・アークス[4]
- 企画・製作 - NANOHA The MOVIE 1st PROJECT[4]（キングレコード、セブン・アークス、ドワンゴ、東宝、アニプレックス）
- 配給 - アニプレックス

## 主題歌
主題歌「PHANTOM MINDS」
作詞 - 水樹奈々 / 作曲 - 吉木絵里子 / 編曲 - 陶山隼 / 歌 - 水樹奈々（キングレコード）
エンディングテーマ「My wish My love」
作詞 - 椎名可憐 / 作曲・編曲 - 太田雅友 / 歌 - 田村ゆかり（キングレコード）
挿入歌「Don't be long」
作詞・作曲・編曲 - 矢吹俊郎 / 歌 - 水樹奈々（キングレコード）
この他にも、劇中のBGMに、テレビアニメ版のOPテーマ「innocent starter」、EDテーマ「Little Wish 〜lyrical step〜」とさらに、第1期のドラマCDのサウンドステージ01より「Flying high!」が使用されている。

## ラジオ番組
2009年10月より、映画の公開に先駆けて、『RADIOアニメロミックス ラジオStrikerS』が26週にわたって放送された。パーソナリティーは高橋美佳子。

### 放送時間
- 文化放送 毎週土曜日24:30 - 25:00
- 朝日放送 毎週土曜日25:00 - 25:30
- 東海ラジオ 毎週土曜日23:00 - 23:30
- 超!A&G+ 毎週金曜日19:00 - 19:30
- ニコニコアニメチャンネル 毎週月曜日 19:00更新

### コーナー
主に過去の作品のエピソードや、映画の最新情報などのお知らせを取り扱っていた。

### ゲスト
| 放送回 | ゲスト出演者 |
| ------ | ------------ |
| 第01回 | 田村ゆかり   |
| 第02回 | 水樹奈々     |
| 第03回 | 桑谷夏子     |
| 第04回 | 真田アサミ   |
| 第06回 | 一条和矢     |
| 第07回 | 水橋かおり   |
| 第08回 | ゆかな       |
| 第09回 | 井上麻里奈   |
| 第10回 | 升望         |
| 第11回 | 杉田智和     |
| 第13回 | 中原麻衣     |
| 第14回 | 水樹奈々     |
| 第15回 | 桑谷夏子     |
| 第16回 | 田村ゆかり   |
| 第17回 | 斎藤千和     |
| 第18回 | 久川綾       |
| 第19回 | 五十嵐麗     |
| 第20回 | 松岡由貴     |
| 第21回 | 浅野真澄     |
| 第22回 | 成田剣       |
| 第23回 | 真田アサミ   |
| 第24回 | 阪田佳代     |
| 第25回 | 亀岡真美     |
| 第26回 | 水橋かおり   |

植田佳奈と清水香里の両名は、関西地区（ABCラジオのエリア）で別の局の出演番組が重なっているためか、シリーズの主要担当声優でありながら出演しなかった。なお、メガミマガジン2010年7月号にこの2人がゲストのラジオCD『ラジオ The A's』が封入された。

### 主題歌（ラジオ）
オープニングテーマ「Endless Chain (Glory Graduation ver) 」
作詞 - 都築真紀 / 作曲 - happy soul man / 編曲 - 安井歩 / 歌 - フェイト・T・ハラオウン（水樹奈々）
エンディングテーマ「魔法の言葉 〜Lyrical harmony〜 (SkyHigh Edition) 」
作詞 - 都築真紀 / 作曲 - happy soul man / 編曲 - 安井歩 / 歌 - 高町なのは（田村ゆかり）
| 文化放送 土曜日深夜0時台後半枠（24:30 - 25:00） | 文化放送 土曜日深夜0時台後半枠（24:30 - 25:00） | 文化放送 土曜日深夜0時台後半枠（24:30 - 25:00） |
| 前番組                                          | 番組名                                          | 次番組                                          |
| ----------------------------------------------- | ----------------------------------------------- | ----------------------------------------------- |
| RADIOアニメロミックス （平野綾）                | RADIOアニメロミックス ラジオStrikerS            | RADIOアニメロミックス （置鮎龍太郎・楠大典）    |

## 関連作品

### CD
キングレコードより発売。
- 魔法少女リリカルなのは The MOVIE 1st ドラマCD付特別鑑賞券 Side-N（2009年8月14日、コミックマーケット限定販売）
  - 高町なのは（田村ゆかり）キャラクターソング「小さな花を」収録
- 魔法少女リリカルなのは The MOVIE 1st ドラマCD付特別鑑賞券 Side-F（2009年8月14日、コミックマーケット限定販売）
  - フェイト・T・ハラオウン（水樹奈々）キャラクターソング「君がくれた奇跡」収録
- 魔法少女リリカルなのは The MOVIE 1st Original Sound Track（2010年1月23日、品番・KICA-2503〜2504）

### Blu-ray/DVD
2010年11月26日発売。発売・販売元はキングレコード。
- 魔法少女リリカルなのは The MOVIE 1st 通常版（1枚組、ブルーレイとDVDでリリース）
  - 音声特典
    - キャラクターコメンタリー
- 魔法少女リリカルなのは The MOVIE 1st 初回限定版（2枚組、ブルーレイとDVDでリリース）
  - ディスク1：本編ディスク
    - 音声特典
      - キャラクターコメンタリー（通常版と同様）

  - ディスク2：特典ディスク（DVD版はDVD、BD版はBDで収録）
    - トレーラー集
    - TVスポット集
    - 東京国際アニメフェア2009
    - 劇伴ストリングスレコーディング
    - 初日舞台挨拶
    - JAPAN EXPO 2010
    - 出演声優座談会（田村ゆかり×水樹奈々×桑谷夏子×高橋美佳子×五十嵐麗）

  - 封入特典
    - 縮刷版劇場パンフレット
    - ブックレット（52P）

  - 特製アウターケース付きデジパック仕様
  - ブルーレイ版、DVD版共に音声特典として「絶叫OFF会音声」が収録される予定だったが、諸般の事情により未収録。

キャラクターコメンタリー出演
- スバル・ナカジマ：斎藤千和
- ティアナ・ランスター：中原麻衣
- エリオ・モンディアル：井上麻里奈
- キャロ・ル・ルシエ：高橋美佳子
- 高町ヴィヴィオ：水橋かおり
- 高町なのは：田村ゆかり
- フェイト・T・ハラオウン：水樹奈々

### 漫画
魔法少女リリカルなのは MOVIE 1st THE COMICS
原作：都築真紀、作画：長谷川光司
単行本
1. 2010年6月30日発行・ノーラコミックス・ISBN 978-4-05-607071-2
2. 2011年3月30日発行・ノーラコミックス

メガミマガジンに、2009年11月号（2009年9月30日発行）から2011年2月号（2010年12月27日発行）まで連載。
本作の設定や世界観を継承しているが、内容はSequence:0-1（第1話）からSequence:0-4（第4話）までは前日談だが、Sequence:1-1（第5話）から漫画版独自の展開になっており、本作とはアナザーストーリーになっていると公式に言及されている。
ORIGINAL CHRONICLE 魔法少女リリカルなのは The 1st
原作：都築真紀、漫画：緋賀ゆかり
娘TYPEに、2014年1月号（2013年11月30日発行）から連載。
TV版第1期をベースにしつつ、本作、第1期のサウンドステージ、小説版などを盛り込んだオリジナル作品となっている。衣装やデバイスなどは本作準拠のものである。
1. 2014年3月26日発行・角川コミックスエース

## イベント
リリカル☆パーティーIV
2010年11月23日にさいたまスーパーアリーナにて開催。このイベントで、劇場版第2作目となる『魔法少女リリカルなのは The MOVIE 2nd A's』と、ゲーム版第2作目となる『魔法少女リリカルなのはA's PORTABLE -THE GEARS OF DESTINY-』の制作が発表された。本映画の主要声優に加え、テレビアニメ版『A's』のレギュラー声優もサプライズ出演した。

## テレビ放送
2024年10月6日から「魔法少女リリカルなのは 20周年記念セレクション」の第1弾として、本作を全5話に編集してテレビ放送された。放送後、各配信プラットフォームにて順次配信された。
| 話数  | サブタイトル                              | 放送日         |
| ----- | ----------------------------------------- | -------------- |
| 第1話 | 見えない未来 最初の出会い                 | 2024年 10月6日 |
| 第2話 | 知りたいのは 瞳の奥の、その秘密           | 10月13日       |
| 第3話 | 黒衣の蒼光、白銀の翼 そして、禁忌たる遺産 | 10月20日       |
| 第4話 | 星の光の名のもとに                        | 10月27日       |
| 第5話 | 君に逢いたくなったなら                    | 11月3日        |

| 放送期間                | 放送時間                     | 放送局   | 対象地域 | 備考                  |
| ----------------------- | ---------------------------- | -------- | -------- | --------------------- |
| 2024年10月6日 - 11月3日 | 日曜 1:30 - 2:00（土曜深夜） | TOKYO MX | 東京都   |                       |
|                         |                              | BS11     | 日本全域 | BS放送 / 『ANIME+』枠 |